# باين آكر- نوتدورب
باين آكر- نوتدورب Pijnacker-Nootdorp  هي مدينة وبلدية غرب هولندا، في مقاطعة جنوب هولندا.

## طوبوغرافيا
خريطة طوبوغرافية هولندية لبلدية باين آكر- نوتدورب، يونيو 2015، (تقرأ بعد ثلاث نقرات على الخريطة).

## معرض صور

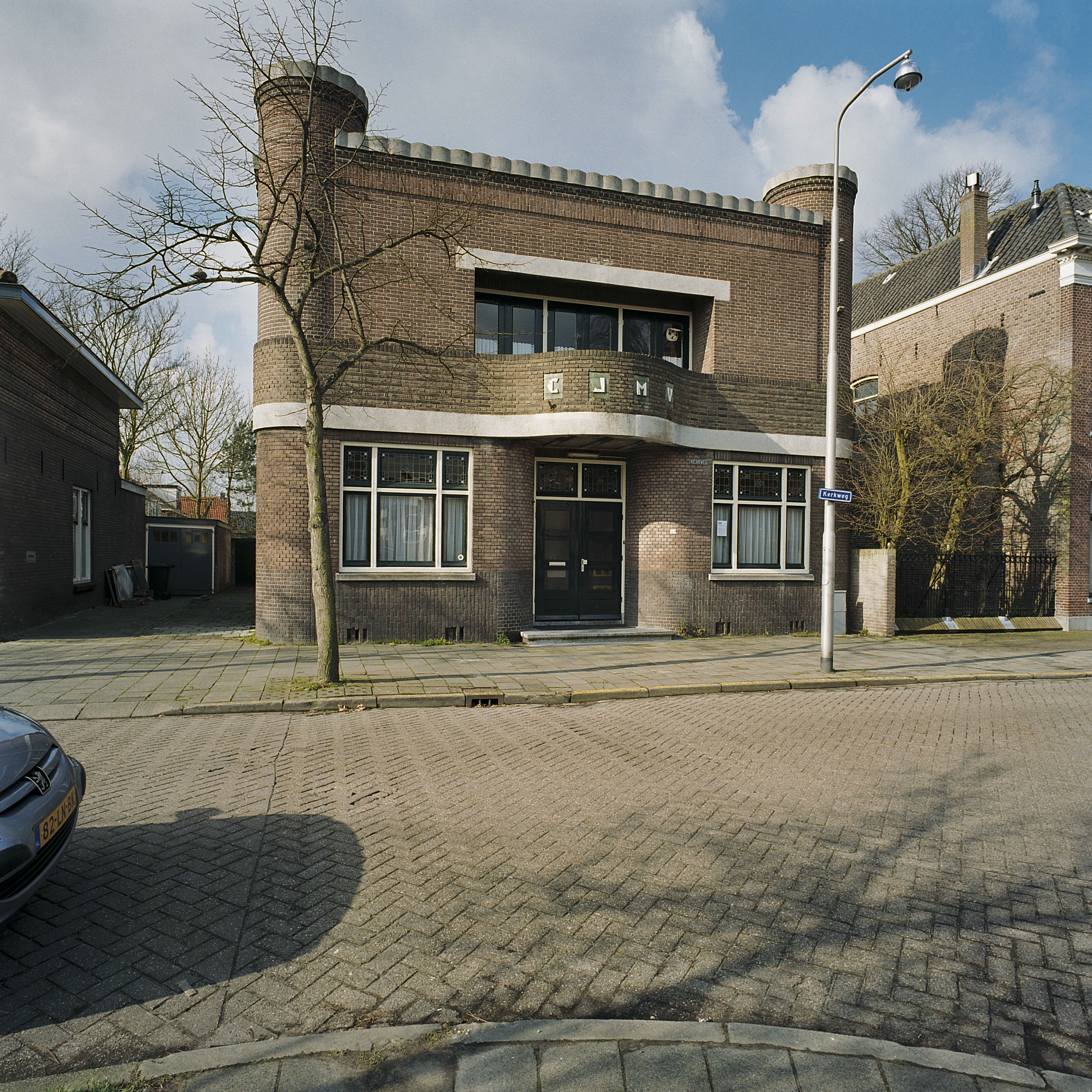
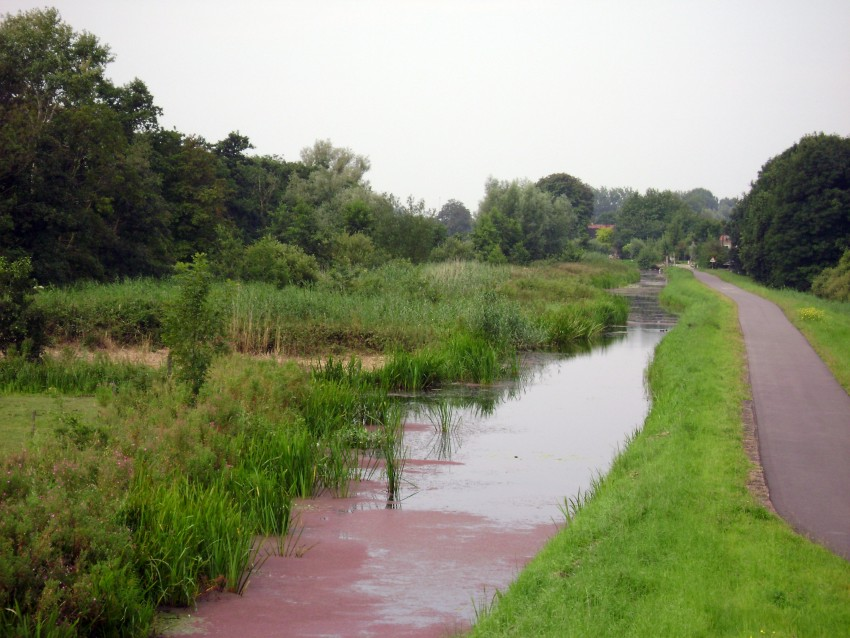
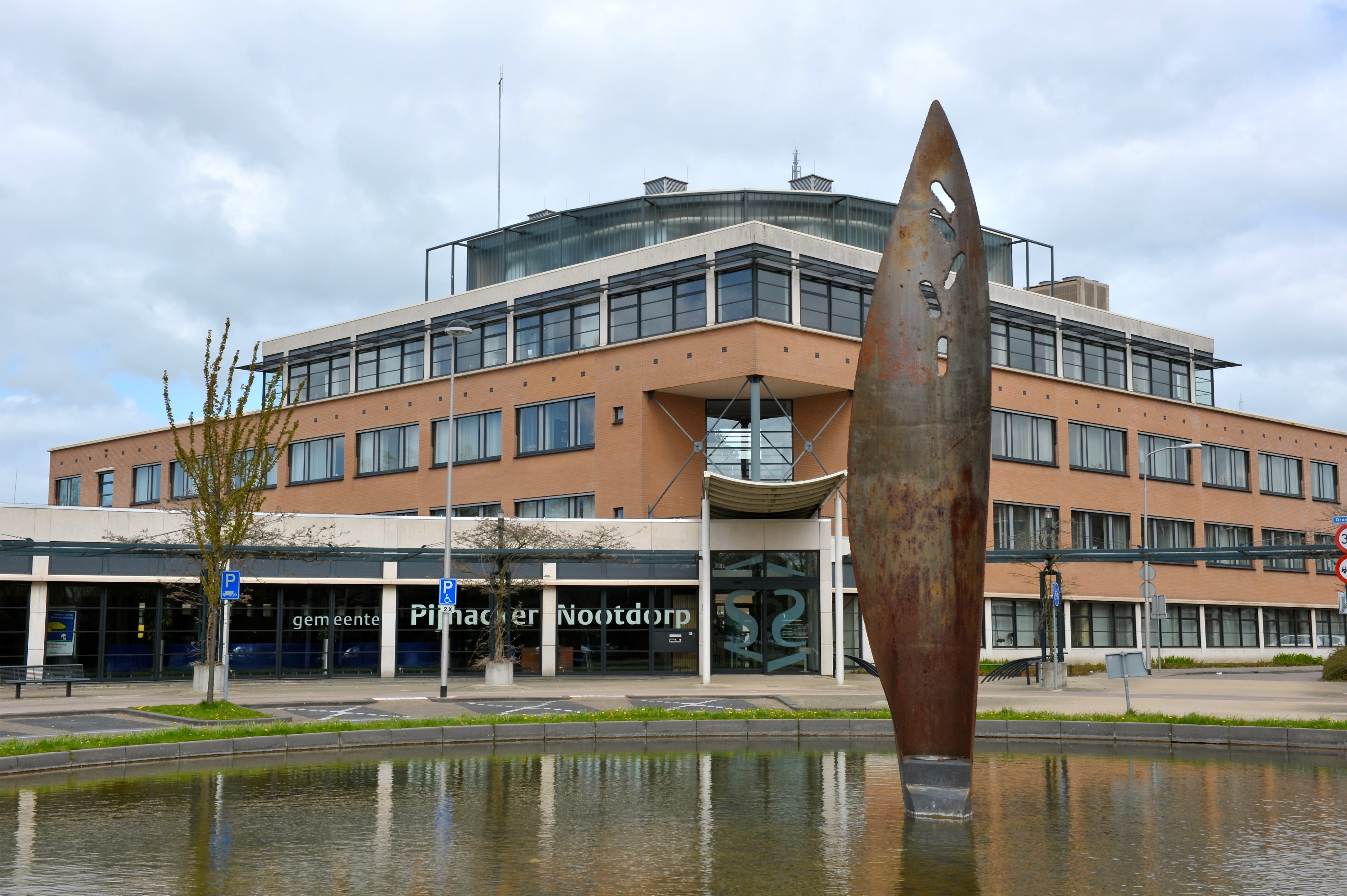
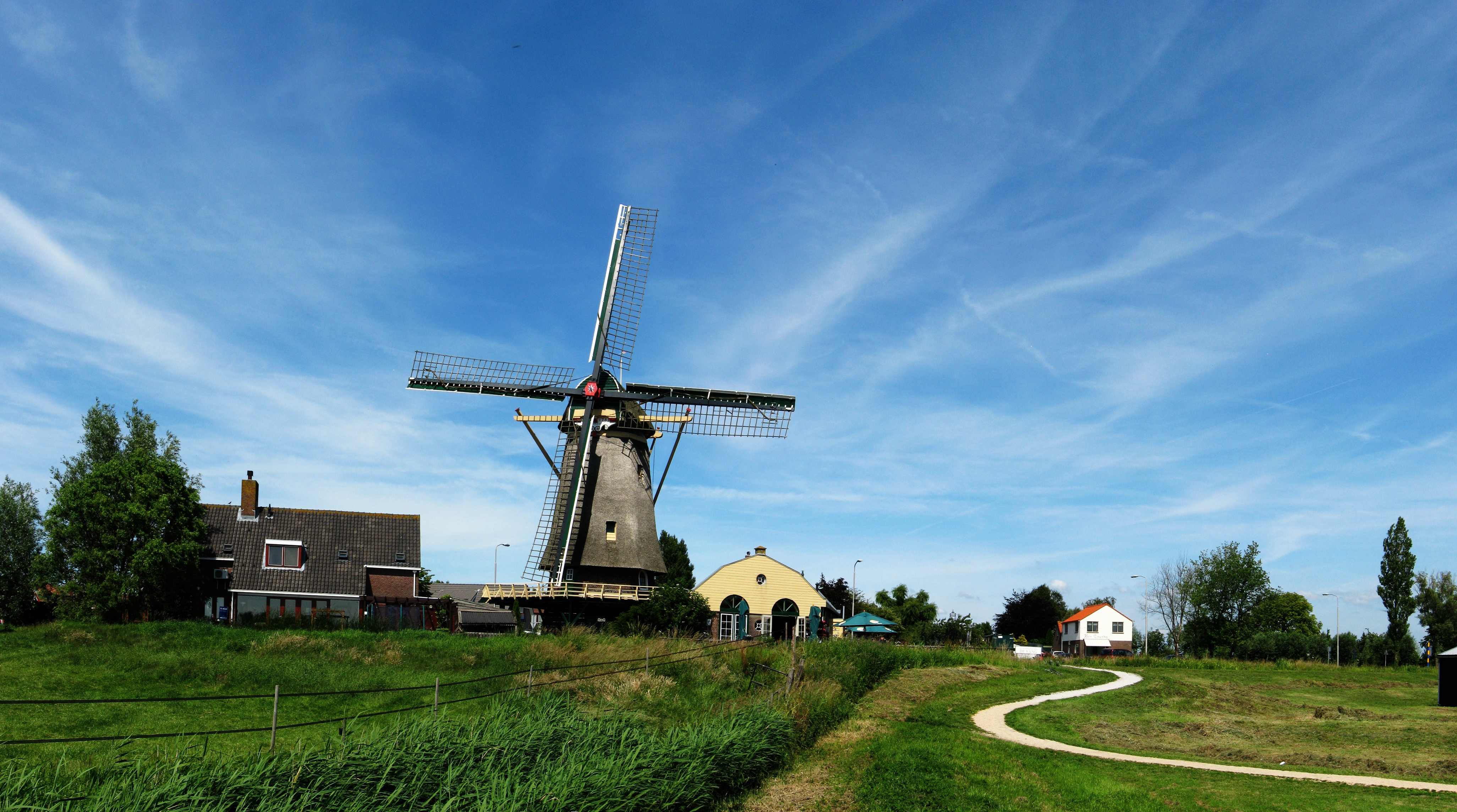

## أعلام
- يان يانسين